# Uniteller
Uniteller (рус. Юнителлер) — российская процессинговая компания, официальный сервис-провайдер Visa и MasterCard. Uniteller предоставляет услуги обработки (процессинга) оплат для коммерческих и государственных организаций во всех сферах, где применима оплата современными видами электронных платежей: банковские карты, топливные карты, NFC-устройства, электронные деньги.
Основными сферами деятельности компании являются электронная коммерция, системы самообслуживания (платежные киоски и терминалы), мобильная коммерция и POS-терминалы.
Uniteller является первым сервис-провайдером процессинга платежей в киосках и терминалах самообслуживания в России.
Uniteller сотрудничает со многими российскими банками-эквайерами, среди которых: Global Payments (UCS), ВТБ 24, Газпромбанк, Райффайзенбанк, МДМ Банк, АК Барс Банк, Сбербанк и др. Также предоставляются услуги процессинга электронных платежей на зарубежных рынках.

## История
2003-2008 годы
- Официально Uniteller вышла на рынок как сервис-провайдер процессинга оплат по банковским картам в сфере электронной коммерции в 2008 году. Однако история основания и развития компании берет своё начало с 2003 года и тесно связана с компанией Unitecsys — разработчиком программного обеспечения для банков и сферы самообслуживания, систем автоматизации бизнеса и управления компанией. Именно один из внутренних проектов компании Unitecsys, в сочетании с дальновидностью и отличной интуицией развития бизнеса владельцев компании, развился в независимую компанию Uniteller, сервис которой основан на продукте собственной разработки.
- Uniteller выходит на рынок сферы самообслуживания, став первой и единственной процессинговой компанией по обработке оплат с помощью банковских карт в киосках и терминалах самообслуживания.

2009 год
- Uniteller, совместно с сетью кинотеатров Киномакс, впервые в России запускает возможность оплаты билетов в киоске самообслуживания посредством кредитной карты[3].
- Uniteller, совместно с дочерней компанией Unitecsys, выпускает программный продукт uniXchange — система централизованного управления файлами в сетях терминальных устройств самообслуживания.

2010 год
- Информационная система процессинга Uniteller успешно прошла аудит на соответствие стандарта безопасности данных индустрии платежных карт[4].
- Услуги компании по процессингу платежей в сфере самообслуживания развиваются активными темпами[5]. Релиз программно-аппаратного продукта «Платежный контроллер» — универсальное решение приема платежей по банковским картам в системах самообслуживания.

2011 год
- Uniteller успешно прошла ежегодный обязательный аудит на соответствие уровня защищенности информационной инфраструктуры требованиям стандарта безопасности данных индустрии платежных карт PCI DSS[6][7].
- Релиз продукта uniPayment — программный модуль, обеспечивающий прием банковских карт в терминалах и киосках самообслуживания. Продукт сертифицирован на соответствие требованиям стандарта информационной безопасности PA DSS[англ.][6][8].
- Сервис Uniteller выбран для обработки платежей в социально значимых проектах онлайн и в киосках самообслуживания электронного правительства:

1. Электронное правительство Российской Федерации
2. Электронное правительство Республики Татарстан
3. Электронное правительство Республики Башкортостан

- Сервис Uniteller выбран для обработки платежей по банковским картам в постаматах PickPoint[9] и почтоматах LogiBox
- Сервис Uniteller в платежных терминалах PinPay Express[10]

2012 год
- Релиз продукта «Виртуальный терминал» для банковской сферы на конференции iFin-2012[11]
- Сервис Uniteller подтвердил соответствие уровню защищенности информационной инфраструктуры, согласно требованиям стандарта безопасности данных индустрии платежных карт PCI DSS версии 2.0[4][12]
- Релиз обновленного продукта uniPayment версии 2.0 с усовершенствованной функциональностью — прием оплат по банковским картам с чипами стандарта EMV level 2, смарт-карт и карт с бесконтактной технологией NFC — MasterCard PayPass
- Сервис Uniteller задействован в социальном проекте «Школьное окно» (школа № 76, г.Екатеринбург, Россия). Оплата школьных обедов с помощью биометрической системы[13].
- Компания Uniteller стала членом Российской Ассоциации электронных коммуникаций (РАЭК)[14][15].
- Uniteller и MasterCard запустили совместный проект приема оплат по банковским картам с применением бесконтактной технологии PayPass в киосках самообслуживания на парковках и в билетных терминалах в городе Казань, Республика Татарстан
- Uniteller получила лицензию ФСБ на осуществление технического обслуживания шифровальных (криптографических) средств
- Uniteller была удостоена звания «Марка доверия»[16][17]
- Инфоматы «Электронного Правительство Татарстана» с платежным решением Uniteller uniPayment v.2.0 успешно прошли сертификацию в MasterCard[18][19]

2013 год
- Uniteller продлила действие сертификата соответствия платежного модуля uniPayment 2.0.0 стандарту PCI PA-DSS версии 2.0[20]
- 17 апреля, в рамках ежегодного крупнейшего форума Рунета «РИФ+КИБ 2013», Uniteller организовала и провела первый в России круглый стол «Безналичные платежи в Интернете: новые горизонты», за которым собрались представители различных сегментов отрасли безналичных платежей: представители Министерства связи и массовых коммуникаций, международных платежных систем Visa и MasterCard, представители процессинговых центров и платежных интеграторов: Assist, Chronopay, PayOnline, PayU, Platron, Robokassa, Киберплат, IntellectMoney, Uniteller, RBK Money, а также электронных платежных систем: Яндекс.Деньги, WebMoney и др.[21][22]
- Решение Uniteller обеспечило снижение комиссий по государственным платежам на Едином портале госуслуг[23]
- 16 августа компания Uniteller отметила свой первый юбилей — 5 лет со дня основания[24]
- Uniteller подготовил и направил в комитет по финансовым рынкам Государственной Думы поправки в законодательство о фискальных регистраторах[25]
- Uniteler, впервые на Неделе Российского Интернета 2013, организовал закрытую бизнес-зону формата ПМЭФ — легендарную шахматную гостиную[26]
- Uniteller вводит новый термин на рынке безналичных платежей — «Обезналичивание» и запускает онлайновый информационный центр www.обезналичивание.рф Архивная копия от 8 марта 2016 на Wayback Machine
- 21 ноября Uniteller стала лауреатом Х юбилейной Премии Рунета в номинации «Экономика, инвестиции и бизнес»[27]
- Uniteller включена в экспертный совет по развитию интернет-экономики и интернет-технологий при Минкомсвязи России, согласно Приказу «О внесении изменений в Приказ Министерства связи и массовых коммуникаций Российской Федерации от 31 октября 2013 г. № 332»[28]

2014 год
- Uniteller, в сотрудничестве с Банком Москвы, обеспечила снижение комиссий за оплату начислений на Московском портале госуслуг[29]
- Uniteller стала первой процессинговой компанией в России, сервис которой сертифицирован по технологии безопасности онлайн платежей American Express SafeKey.
- Uniteller, в сотрудничестве с Банком Москвы, обеспечила прием платежей по банковским картам в машинах Московской службы «Социальное такси»[30]
- Uniteller объявила о запуске первого проекта в московском парковочном пространстве с оплатой на выезде, не ходя из машины — с помощью бесконтактных банковских карт, а также NFC устройств[31]

2015 год
- Uniteller запустила первый в России проект оплаты проезда в турникетах метрополитена с помощью бесконтактных банковских карт, а также и NFC устройств. Проект реализован в метрополитене г. Санкт-Петербург[32],[33]
- Uniteller запустила первый в России проект оплаты проезда в городском наземном транспорте с помощью бесконтактных банковских карт, а также и NFC устройств. Проект реализован в маршрутных такси г. Москва[34],[35]
- Сервис Uniteller прошел сертификацию по стандарту PCI PIN Security Requirements v2.0[36]
- Uniteller запустила первый в Казахстане проект оплаты проезда на общественном транспорте с помощью бесконтактных банковских карт, а также и NFC устройств. Проект реализован в метрополитене г. Алматы[37]

2016 год
- Uniteller предоставила возможность пополнения лицевого счета бортовых устройств ООО «Автодор-Платные Дороги» топливными и банковскими картами[38]
- Uniteller предоставила возможность оплаты проезда на пунктах пропуска платных автодорог в Псковской области[39]
- Продукты Uniteller занесены в Единый реестр российского ПО
- Uniteller представила возможность оплаты проезда бесконтактными банковскими картами и Картой жителя в республике Татарстан
- Компания получила сертификацию PA DSS 3.2

2017 год
- Технологии Uniteller вышли на рынки европейских государств и стран СНГ
- Компания получила сертификацию EMV ядра по стандарту 4.3.e
- Uniteller запустила сервис фискализации платежей "Облачная касса"
- Запуск поддержки платежной системы МИР и оплаты картой "Тройка"
- Uniteller разработала EMV ядро для обработки бесконтактных карт VISA и Mastercard
- Старт поддержки систем мобильных платежей: Apple Pay, Samsung Pay, Google Pay
- Uniteller стала резидентом Инновационного центра "Сколково" и ОЭЗ "Иннополис".

2018 год
- Запуск Unika "3-в-1": касса, эквайринг, фискализация чеков на одном устройстве
- Запуск сервиса для IVR

2019 год
- Uniteller запустила платежный сервис для операционной системы Android и платежный виджет
- Компания представила возможность оплаты через QR-код
- Uniteller произвела техническую реализаци льгот на перехватывающих парковках Москвы

2020 год
- Uniteller представила сервис "Подарочные карты" и финансовый инструмент "Антивозврат"
- Запуск проекта с Mastercard по предоставлению скидки при проезде по платным дорогам
- Реализована техническая возможность предоставления скидок при оплате проезда Единой картой петербуржца в метро Санкт-Петербурга

2021 год
- АО "Гознак" приобрело 51% акций компании Uniteller
- Uniteller реализовала платежный сервис для Системы быстрых платежей (СБП)
- Запуск Yandex Pay
- Запуск проекта с компанией "Информатика" и Метрополитеном г. Москвы: платежные киоски в метро, прием платежей пассажиров, пополнение карт "Тройка"
- Масштабирование проекта с "Автодор - Платные дороги"
- Uniteller повысила уровень безопасности и конверсии онлайн-платежей за счет поддержки технологии токенизации Mastercard MDES for Merchants
- Компания запустила предпроцессинг для СПб ГКУ "Городской центр управления парковками Санкт-Петербурга"

## Корпоративная культура

### Социальная деятельность
- Участие в благотворительных проектах[40].

Компания пропагандирует и считает важным предоставлять возможность людям помогать друг другу посредством Интернета. Uniteller разработала специальную эквайринговую программу по работе с благотворительными и общественными организациями, которая позволяет производить перечисления по самому минимальному тарифу, согласно законодательству Российской Федерации.
- Сервис Uniteller задействован в социальном проекте «Школьное окно»[44] в школе № 76, г. Екатеринбург, Россия. Проект по оплате школьных обедов с помощью биометрической системы.
- Uniteller, в сотрудничестве с Банком Москвы, обеспечивает прием платежей по банковским картам в машинах Московской службы «Социальное такси»

### Членство в организациях
- Партнер Технопарк в сфере высоких технологий «ИТ-парк»[45] (г. Казань)
- Uniteller является членом РАЭК: состоит в комитетах «Электронная коммерция»[46], «Образование и кадры»[47]
- Член Экспертного клуба Премия Рунета[48]. Компания приглашена в Экспертный совет Премия Рунета 2012.
- Член сообщества PCI DSS Россия[49]

## Процессинг платежей в электронной коммерции

### Методы оплат
Более 20 различных методов оплаты:
- Банковские карты международных платежных систем: Visa, Visa Electron, MasterCard, MasterCard Maestro[англ.],American Express, JCB, Diners Club, China UnionPay
- Электронные платежные системы: Яндекс.Деньги, QIWI, WebMoney, RBK Money и другие.
- Оплаты со счета мобильного телефона: MTC, Билайн, МегаФон
- Топливные карты: Е100, DKV, Росберлио.

### Интеграция сплагинамиCMS
| - 1С-Битрикс - Magento - Megagroup CMS.S3 | - Joomla! 1.5.23 + VirtueMart 1.1.9 - Drupal + Ubercart |

### Интеграция сGDSи решениями для авиа и туристической отрасли
| - Amadeus - Amadeus E-power - Amadeus Web Services | - Sabre Airline Solutions - Sabre Travel Network | - Travelport - Nemo - ТАИС |

### Схема процессинга оплат
- На сайте интернет-магазина, покупатель выбирает необходимый товар/услугу и подтверждает свой выбор в корзине, нажав кнопку «Оплатить».
- Покупатель переходит на защищенную станицу оплаты Uniteller, выбирает метод оплаты (банковская карта или электронные деньги — если для интернет-магазина активированы оба метода оплаты) и вводит платежные данные (данные банковской карты или индивидуальные данные электронного кошелька).
- Uniteller обрабатывает и контролирует оплату заказа: 
 — получает информацию оплаты от интернет-магазина и передает её банку-эквайеру для проведения операции списания денежных средств.
 — после получения результата обработки платежа от банка-эквайера (успешное или неуспешное списание средств) передает информацию интернет-магазину. 
 — информация (согласно требованиям безопасности платежных систем) и статус платежа доступна владельцу интернет-магазина в Личном Кабинете Uniteller.

## Процессинг платежей в киосках и терминалах самообслуживания

### Методы оплат
- Банковские карты международных платежных систем: Visa, MasterCard
- Бесконтактные технологии: MasterCard Contactless, Visa payWave, NFC-устройства
- Топливные карты: Е100, DKV, Росберлио, ВР, Statoil.

### Схема процессинга оплат
- Пользователь киоска самообслуживания выбирает необходимую услугу/товар на экране киоска и нажимает кнопку «Оплатить».
- Система киоска отображает окно с просьбой вставить банковскую карту, а также ввести ПИН-код. Если на киоске установлен NFC считыватель для карт и мобильных телефонов и сумма оплаты составляет менее 1000 рублей, оплата будет произведена в одно касание считывателя, без необходимости ввода ПИН-кода.
- Программный модуль uniPayment, который интегрирован с программным обеспечением киоска самообслуживания, передает информацию оплаты в процессинговый центр Uniteller по защищенному каналу.
- Далее процесс оплаты полностью под контролем Uniteller. Сервис Uniteller производит оплату заказа и контролирует весь процесс оплаты: от получения запроса на оплату до списания денежных средств со счёта покупателя и зачисления их на счёт продавца.

### ПоддержкаOEM-оборудования
- ПИН-пады: Sagem Denmark A/S, Shenzhen Zhengton Electronics
- Кардридеры: Neuron, Sankyo, Magtek, Hitachi
- Принтеры: Pay
- Купюроприемники: CashCode

### Партнеры
Производители киосков и программного обеспечения для сферы самообслуживания: S&B, Hectronic, NCR, Gilbarco Veeder-Root, Diebold, Designa, KEBA, FinStream, Partktime, UCS Премьера, ISD, группа компаний Техно, Топаз, ИНИТ, ПК Электроникс, СитиКорп.

## Подключение к Uniteller
- Представитель компании, которой необходим прием оплат по банковским картам, отправляет соответствующий запрос в Uniteller любым удобным способом (e-mail, телефонный звонок или заполненная форма завки на сайте компании).
- Компания подписывает два договора: с Uniteller и банком-эквайером на оказание услуг по информационно-технологическому сопровождению приёма банковских карт.
- Компания получает идентификатор торговой точки в системе Uniteller — MERCHANT_ID.
- В электронной коммерции: на сайте интернет-магазина необходимо разместить форму оплаты для формирования запроса оплаты заказа, направляемого на сервер Uniteller.
- В тестовой среде Uniteller проводятся пробные платежи.
- Uniteller переключает интернет-магазин на «боевую» среду процессинга платежей.

## Безопасность
- Сертификация PCI DSS v2.0[4] — стандарт безопасности данных индустрии платёжных карт, разработанный Советом по стандартам безопасности индустрии платежных карт (Payment Card Industry Security Standards Council, PCI SSC)
- Сертификация PA DSS[6] — стандарт безопасности платежных приложений (Payment Application Data Security Standard), основанный на требованиях Visa Inc. Payment Application Best Practices (PABP) и направленный на поддержку выполнения требований стандарта PCI DSS
- Сертификацию по стандарту PCI PIN Security Requirements v2.0[36]
- Участник программ Verified By Visa[53] и MasterCard Secure Code[54]
- Поддержка стандартов безопасности 3D Secure, EMV level 2
- Современные алгоритмы шифрования данных — SSL, VPN
- Интеллектуальная система fraud-мониторинга транзакций Unitller
- Лицензии ФСБ[55] на осуществление технического обслуживания шифровальных (криптографических) средств.

## Продукты
- uniPayment. Универсальный платёжный модуль для приема банковских карт в системах самообслуживания
- Виртуальный терминал. Универсальная интернет-витрина платежей «под ключ»
- Платежный контроллер. Универсальное решение для карточных систем самообслуживания

## Маркетинг

### Имя компании
Размышляя над именем для новой компании, которая будет работать в сфере процессинга платежей, владельцы руководствовались двумя целями:
- стремление создать группу компаний с созвучным названием
- отразить вид деятельности компании в её названии.

Отсюда и возникло имя Uniteller, которое включает в себя две части «uni» (сокращенное от universal — универсальный) и «teller» — кассир. То есть «универсальный кассир», что полностью характеризует сферу деятельности компании.

### Логотипы
Первый логотип компании был создан в 2008 году и просуществовал до 2010 года.
В 2010 году компания приняла решение изменить логотип, максимально приблизив новый к основной сфере деятельности компании — процессинг оплат по банковским картам. В итоге был создан комбинированный логотип, использующий очертания банковских карт в своей графической части.

### Слоганы
До 2010 года компания не использовала слоган. В 2010 году Uniteller предлагает свои услуги на рынке эквайринга уже под слоганом «Платежные решения для лидеров», который в 2011 году был заменен на «self @ online & onlife» (Платите самостоятельно в виртуальном и реальном мире!).
Слоганом «self @ online & onlife» Uniteller делает акцент на миссии компании на рынке услуг эквайринга платежей — Обеспечение возможности владельцам банковских карт самостоятельно оплачивать покупки в Интернете и повседневной жизни.

### Акции и рекламные кампании
С момента выхода на рынок услуг эквайринга платежей, Uniteller периодически проводит акции для различных сфер бизнеса:
- Акция для Интернет-провайдеров
- Акция «Любимый абонент»[57]
- Акция для Стартапов
- Акция для АЗС[58]
- Специальная акция для посетителей Российской интернет недели RIW-2012

### Участие в профильных мероприятиях
- Спонсор Международного Форума «Дистанционные сервисы и платежи. Россия и СНГ 2011»[59][60]
- Партнер 4-го Международного ПЛАС-Форум «Банковское самообслуживание, ретейл и НДО — 2012».[61]
- Почетный гость и основной докладчик на встрече стартап-клуба Бизнес-инкубатора ИТ-парк (г. Казань)[62]
- Участник GasNet 2012[63]
- Uniteller официальный партнер URAL INTERNET WEEK 2012[64]
- Московская международная выставка «Автокомплекс»[65]
- Uniteller официальный Эквайринг-партнер RIW-2012[66][67]